# Mauryariket

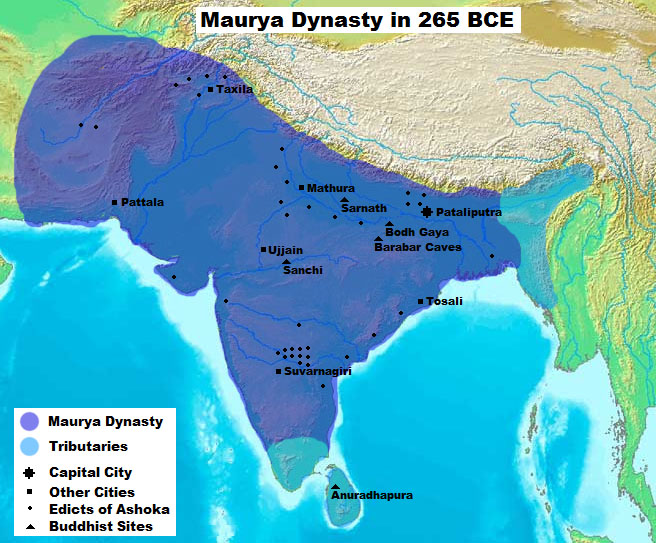
Mauryariket cirka år 265 f.Kr. Riket sträcker sig från Afghanistan till Bangladesh/Assam och från Centralasien (Afghanistan) till Tamil Nadu/södra Indien.

Mauryariket var en forntida indisk statsbildning.

## Historik
Det politiska landskapet förändrades markant med maurydynastins erövring av Magadhariket på östra delen av Gangesslätten. 322 f.Kr. inledde Magadha, under ledning av Chandragupta Maurya (en shudra, lägsta klassen i Indiens klassystem), med att föra en expansionistisk politik och tillskansa sig nya områden. Centrum för riket var Pataliputra, moderna tiders Patna, huvudstad i Bihar.
Förutom goda jordar hade Magadha även mineraltillgångar. Tillgångarna på järn var starkt bidragande i den utveckling som gjorde Magadhastäderna till viktiga handelscentra. Mauryahärskarna byggde skickligt upp ett effektivt och omfattande byråkratiskt system, som inkluderade skatteuppbörd, reglering av handel och transporter, hantverk, gruvdrift, statistik, utlänningskontroll, gatu- och fastighetsskötsel, såväl som prostitution.
Huvudstaden Pataliputra blomstrade, med överdådiga palats, ett universitet och bibliotek, hinduiska tempel och välskötta parker. Allt väl försvarat av en välutrustad armé, såväl som en spioncentral.
Ashoka var den störste mauryakungen, och regerade från 269 f.Kr. till 232 f.Kr.  Mest känd är Ashoka för att han var den förste härskare som tog till sig Buddhas läror. Det sägs att kungen efter fälttåget i Orissa inte längre stod ut med den ofantliga blodsspillan och mänskliga lidande som krigen förde med sig. Istället kom han att anse att Mauryariket skulle växa genom att sprida sina idéer; idéer om icke-våld, ahimsa. Sannolikt sammankallade kungen ett stort buddhistiskt "kyrkomöte" i sin huvudstad, för att öka lärans spridning. Prins Mahinda, kungens son, ska ha varit Ceylons buddhistiske apostel, och vid sitt besök på ön ha omvänt hela befolkningen till buddhismen, och givit den singalesiska kulturen den prägel den än idag bär.
Ashoka upprätthöll också kontakter med den hellenistiska världen. Han sände diplomater till Syrien, Makedonien, Epirus och andra avlägsna stater, både för att föra regelrätt diplomati, men även för att sprida buddhismen.

## Tidsaxel
- 304 f.Kr. Kung Chandragupta Maurya köper Indusdalen av Seleukos I.
- 290 f.Kr. Kung Bindusara utsträcker Mauryariket till Deccan.
- 232 f.Kr. Kung Ashoka avlider.
- 220 f.Kr. Maurya utsträcker under kung Bindusara sitt välde till nästan hela Indien.
- 184 f.Kr. Mauryakungen Brihadratha mördas av Pushyamitra Sunga och Sungadynastin avlöser Mauryadynastin.